# Akvamarin
Akvamarin (lat. aqua: voda + marinus: morski) je zelenkasto i modro obojeni oblik minerala berila. Kristalizira kao i beril u heksagonskom kristalnom sustavu kemijskog sastava Be3Al2[Si6O18]. Akvamarin dobiva svoju plavu boju dodavanjem dvovalentnih i trovalentnih iona željeza (Fe2+ i Fe3+) na različitim položajima mreže. Međutim, kao alokromatski mineral (strane boje), linija akvamarina uvijek je bijela. Sjena nazvana po dragulju duboko je zelenoplava. Zbog visoke Mohsove tvrdoće od 7,5 do 8 i često dobro razvijenih bistrih kristala, akvamarin se uglavnom prerađuje u drago kamenje.

## Beril
Beril (grč. βήρυλλος) je heksagonski (šesterokutni) mineral, berilijev alumosilikat, Be3Al2Si6O18. Obično je bezbojan, ali katkad i obojen. Razlikuju se obični (veliki mutni kristali) i dragi berili (prozirni kristali nježnih boja, cijenjeni kao drago kamenje), a najpoznatiji su: 
- smaragd (zeleno obojen od kromova oksida),
- akvamarin (zelenkast i modar),
- ružičasti morganit,
- zelenkastožuti i žuti zlatni beril i
- heliodor (sadrži malo uranija, opalizira).

Beril je najvažniji mineral za dobivanje berilija. Dolazi gotovo redovito u pegmatitima (stijena koja se pojavljuje u obliku žila, leća, nepravilnih dajkova ili pločastih eruptivnih tijela, u matičnoj stijeni ili stijenama oko eruptiva.) granita, na primjer Moslavačke gore, te u škriljevcima.

## Slike
|                                                                                             |                                  |                                     |                                                 |
| Plavozeleni akvamarin na šrolu iz Eronga u Namibiji (veličina: 13,1 cm × 11,1 cm × 9,8 cm). | Izbrušeni akvamarin (12 karata). | Akvamarin (dolina Nagar, Pakistan). | Brazilski akvamarini, dijamanti i bijelo zlato. |

## Vanjske poveznice
|  | Zajednički poslužitelj ima još gradiva o temi Akvamarin |